# Ochrosia tahitensis
Ochrosia tahitensis är en oleanderväxtart som beskrevs av Henri Ernest Baillon och Jean Marie Antoine de Lanessan. Ochrosia tahitensis ingår i släktet Ochrosia och familjen oleanderväxter. Inga underarter finns listade i Catalogue of Life.